# Jerzy Zajadło
Jerzy Bogdan Zajadło (ur. 28 sierpnia 1954 w Gdańsku) – polski prawnik i filozof, profesor nauk prawnych, specjalista w zakresie teorii i filozofii prawa, profesor zwyczajny Wydziału Prawa i Administracji Uniwersytetu Gdańskiego.

## Życiorys
Absolwent prawa (1977) oraz filozofii (2015) na Uniwersytecie Gdańskim. W 1983 na podstawie rozprawy pt. Prawo natury w myśli politycznej Hugona Grocjusza napisanej pod kierunkiem prof. Andrzeja Sylwestrzaka uzyskał na Wydziale Prawa i Administracji UG stopień naukowy doktora nauk prawnych.
Był aktywnym członkiem PZPR, przewodniczącym grupy partyjnej i działaczem młodzieżówki komunistycznej SZSP. W 1981 roku odbył staż w Council of Europe – Human Rights Division, a w latach 1985–1986 na Uniwersytecie w Kolonii w ramach stypendium im. Aleksandra von Humboldta. Aplikację i egzamin sędziowski zdał w roku 1986. Zatrudniony na stanowisku adiunkta, a później starszego wykładowcy na UG. W latach 90. był pierwszym przewodniczącym rady nadzorczej firmy ubezpieczeniowej Hestia, a potem przewodniczącym rady nadzorczej Sopockiego Towarzystwa Ubezpieczeniowego Hestia Insurance oraz Sopockiego Towarzystwa Ubezpieczeniowego Hestia-Life. Sam wymyślił nazwę spółki Hestia. Następnie na podstawie oceny dorobku naukowego oraz rozprawy pt. Formuła Radbrucha. Filozofia prawna na granicy pozytywizmu prawniczego i prawa natury w 2001 otrzymał stopień doktora habilitowanego nauk prawnych, specjalności: filozofia prawa, teoria prawa. W 2005 Prezydent Rzeczypospolitej Polskiej nadał mu tytuł profesora nauk prawnych.
Został kierownikiem Katedry Teorii i Filozofii Państwa i Prawa na macierzystej uczelni. Członek czynny Polskiej Akademii Umiejętności w Krakowie i członek korespondent Polskiej Akademii Nauk.
Był członkiem rozwiązanego w marcu 2016 kolegium redakcyjnego Przeglądu Sejmowego. W 2017 został członkiem rady programowej Archiwum im. Wiktora Osiatyńskiego. Jest publicystą prawnym „Gazety Wyborczej”.
Został wybrany na członka Komitetu Nauk Prawnych Polskiej Akademii Nauk kadencji 2020–2023.
Pod jego kierunkiem stopień naukowy doktora uzyskali Grzegorz Wierczyński (2007), Tomasz Widłak (2011), Tomasz Snarski (2017).
W młodości uprawiał rugby w barwach Bałtyku Gdynia (1975–1976), od 29 maja 1999 do grudnia 1999 był prezesem Polskiego Związku Rugby.

## Odznaczenia
- Złoty Krzyż Zasługi (2021)[14]
- Srebrny Krzyż Zasługi (2005)[15]

## Nagrody
- 2016 – Nagroda Naukowa Miasta Gdańska im. Jana Heweliusza w kategorii nauk humanistycznych i społecznych za pracę Teoria trudnych przypadków prawa[16]
- 2017 – Nagroda im. Edwarda J. Wende[17]
- 2017 – Nagroda Wydziału I Nauk Humanistycznych i Społecznych PAN im. Leona Petrażyckiego za książkę Sędziowie i niewolnicy
- 2021 – Nagroda im. Pierwszego Rektora Uniwersytetu Łódzkiego Profesora Tadeusza Kotarbińskiego za Minima luridica. Refleksje o pewnych (nie)oczywistościach prawniczych[18]

## Wybrane publikacje
- Filozofia prawa, Warszawa: Wydawnictwo Naukowe PWN, 2009.
- Filozofia prawa w pytaniach i odpowiedziach, Warszawa: LexisNexis Polska, 2013.
- Po co prawnikom filozofia prawa?, Warszawa-Kraków : Wolters Kluwer Polska, 2008.
- Wymowa prawnicza, Warszawa: Wydawnictwo C. H. Beck, 2014[19].
- Felietony gorszego sortu. O Trybunale Konstytucyjnym i nie tylko, Arche, 2017 ISBN 978-83-88445-63-7.
- Sędziowie i niewolnicy. Szkice z teorii prawa, Gdańsk: Wydawnictwo Uniwersytetu Gdańskiego, 2017[20].
- Lord Mansfield. Sędzią być!, Gdańsk: Wydawnictwo Uniwersytetu Gdańskiego, 2018 ISBN 978-83-7865-673-9.
- Nieposłuszny obywatel RP, 2018 ISBN 978-83-884-4580-4.